# 19e étape du Tour de France 2013
Pour un article plus général, voir Tour de France 2013.
La 19e étape du Tour de France 2013 s'est déroulée le vendredi 19 juillet 2013. Elle part du Bourg-d'Oisans en Isère et arrive au Grand-Bornand en Haute-Savoie avec une traversée de la Savoie et notamment d'Albertville, où se dispute par ailleurs le sprint intermédiaire.

## Parcours

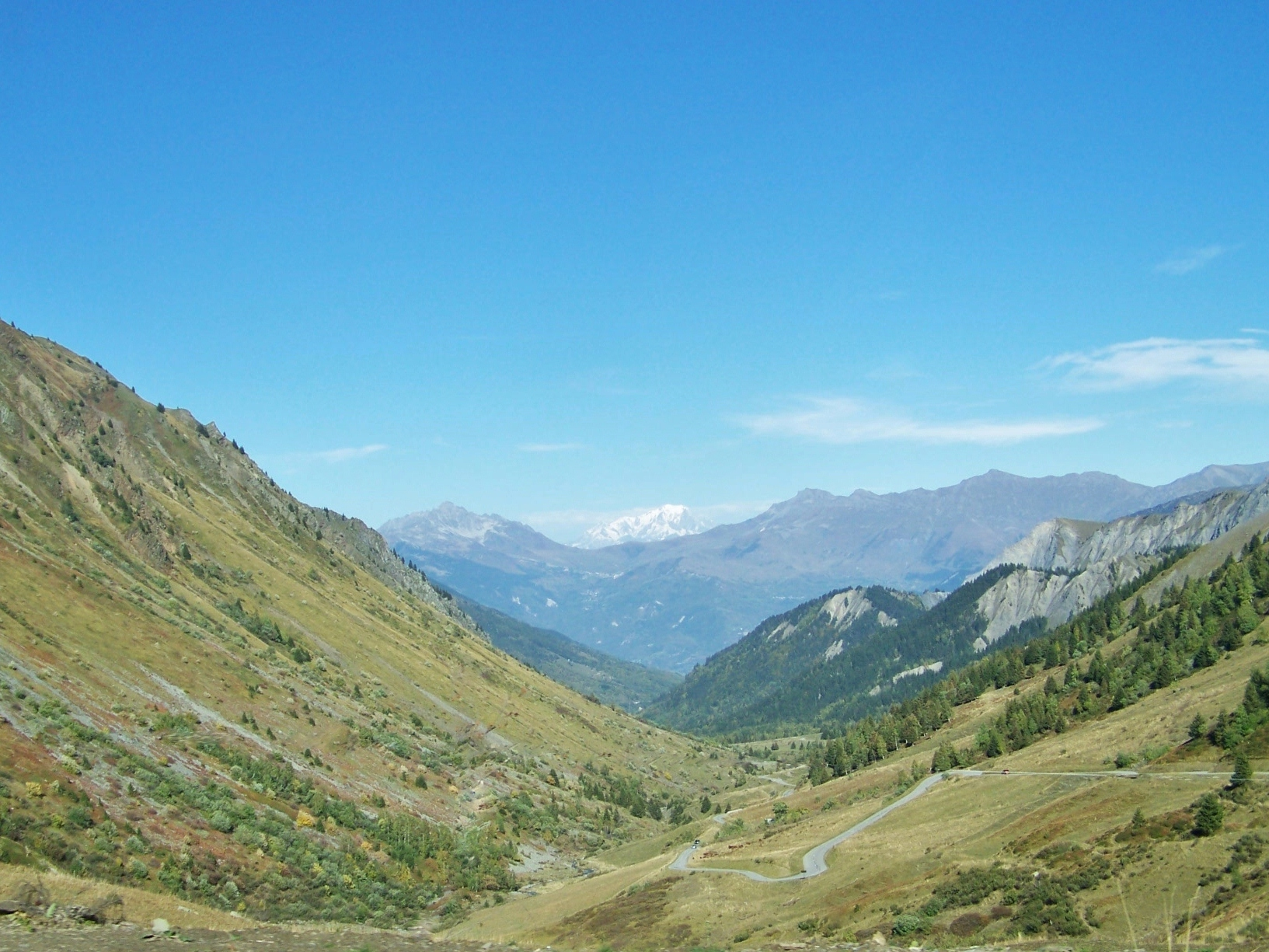
Après le passage au col du Glandon, les coureurs descendent la vallée des Villards (premier plan) avant de remonter au col de la Madeleine (en face en arrière-plan).

La dix-neuvième étape de ce Tour de France 2013 est longue de 204 km, entre la commune du Bourg-d'Oisans dans le département de l'Isère et celle du Grand-Bornand en Haute-Savoie. Cette étape décrit une trajectoire sud-ouest vers nord-est quasiment rectiligne malgré la présence de hautes montagnes franchies par cinq cols, dont deux à près de 2 000 m d'altitude.
Au départ du Bourg-d'Oisans (716 m d'altitude), le parcours propose immédiatement une ascension classée hors catégorie en prenant la direction du département voisin de la Savoie situé à une trentaine de kilomètres, par le col du Glandon (1 924 m), premier grand col de l’étape. Après le sommet suivent 20 km de descente de la vallée des Villards, jusqu'à la traversée de l'Arc au cœur de la vallée de la Maurienne, à moins de 500 m d'altitude.
Après un passage sur la commune de la Chambre, le parcours entame la seconde ascension hors catégorie de l’étape, celle de 20 km jusqu'au col de la Madeleine à 2 000 m d'altitude, après la traversée de Saint-François-Longchamp. La descente vers la vallée de la Tarentaise et Albertville (339 m) est quasiment continue sur les 45 km séparant le col de la sous-préfecture de la Savoie.
À la sortie d'Albertville, le parcours prend une direction est-ouest sur une dizaine de kilomètres jusqu'aux communes de Mercury et Plancherine à partir desquelles débute l’ascension du col de Tamié à 907 m (alors de nouveau plein nord). Une nouvelle descente d'environ 10 km permet d'accéder au département de la Haute-Savoie et la commune de Faverges (542 m).
De Faverges, le parcours entame une nouvelle ascension, les 13 km conduisant au col de l’Épine à 947 m. Il redescend ensuite du côté de Thônes qu'il ne traverse néanmoins pas puisque prenant la direction de Manigod (895 m) puis du col de la Croix Fry (1 477 m). À partir de là débute l'ultime descente du parcours jusqu'à la Clusaz d'abord, puis le Grand-Bornand, arrivée de l’étape, à 944 m d'altitude.
Le sprint intermédiaire est pour sa part disputé à Albertville.

## Déroulement de la course

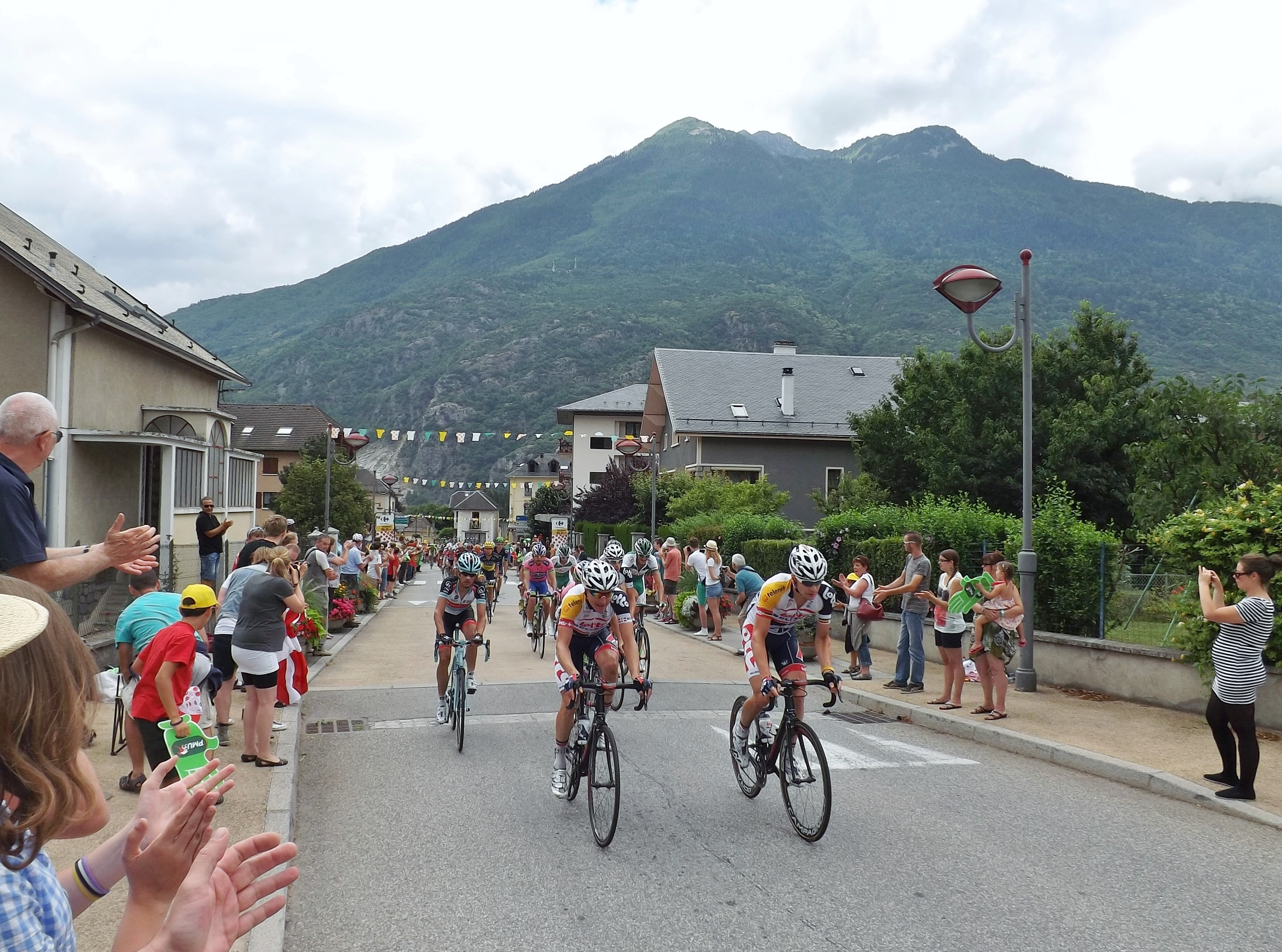
Passage de l’échappée de 30 à 40 coureurs à La Chambre en Maurienne...

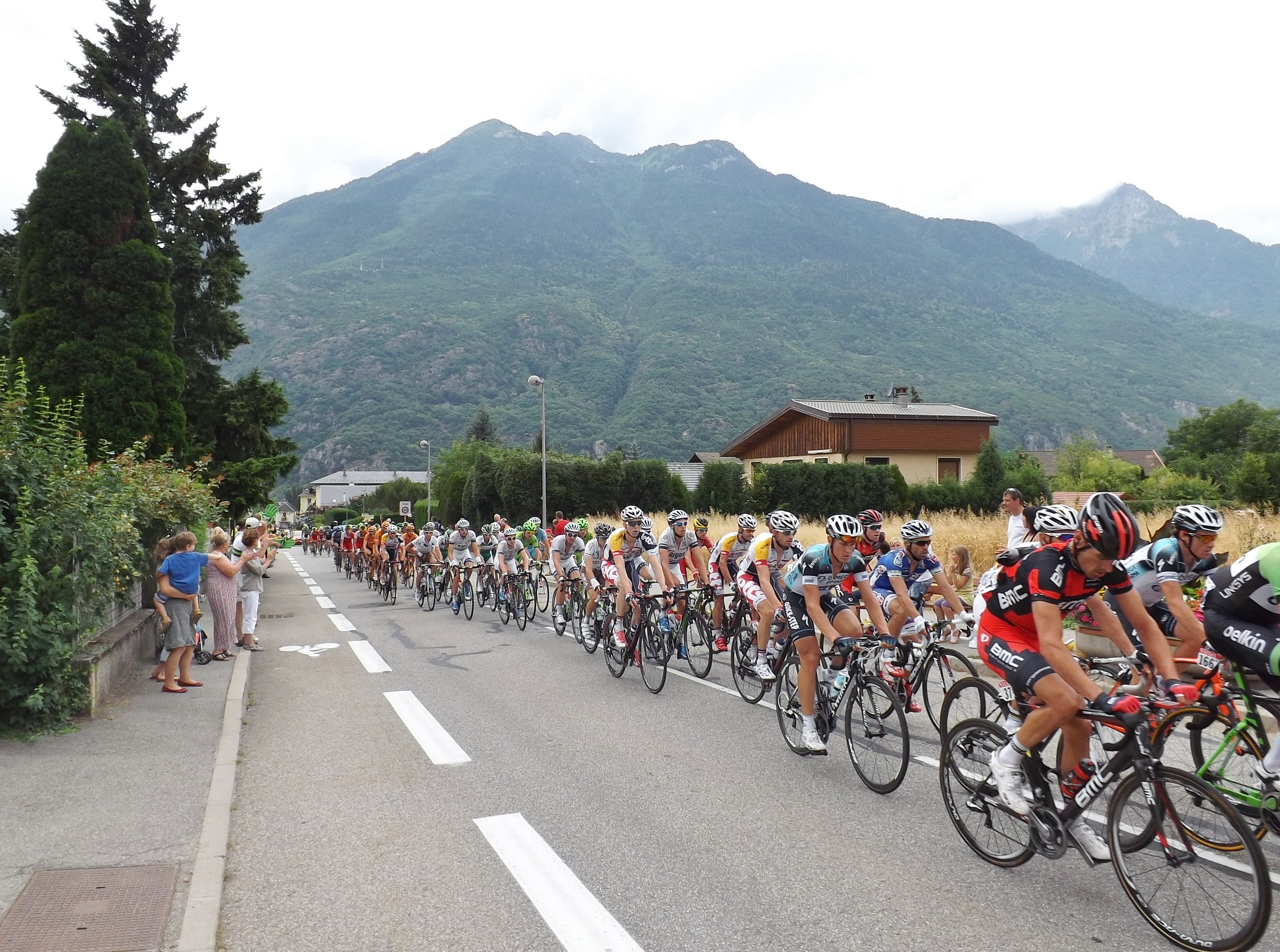
...suivis dix minutes plus tard par le peloton. Ici débute l’ascension du col de la Madeleine situé à 19 km.

Un groupe d'une vingtaine de coureurs se forme très vite lors de l’ascension du col du Glandon. Ryder Hesjedal (Garmin-Sharp) puis Pierre Rolland (Europcar) s'extirpent de l'échappée qui compte alors plus de 40 poursuivants et font ensemble la montée du col de la Madeleine, mais le Canadien souffre et laisse filer son compagnon d'échappée dans la plaine.
Le Français monte seul les cols de Tamié et de l'Épine alors qu'il est au bord des crampes. Il entame le col de la Croix Fry avec deux minutes d'avance sur ses poursuivants qui se rapprochent petit à petit. Rui Costa (Movistar), déjà vainqueur à Gap, attaque pour rejoindre Rolland et le dépasse dans la foulée dans les plus forts pourcentages de la montée. Il remporte ensuite l'étape en solitaire, tandis qu'Andreas Klöden (RadioShack-Leopard), parti en contre, termine deuxième à moins d'une minute. Derrière, Alejandro Valverde (Movistar) et John Gadret (AG2R La Mondiale) s'échappent du groupe maillot jaune où les cinq premiers du classement général se neutralisent.
Rolland, qui visait la victoire d'étape, gagne de précieux points pour le classement du meilleur grimpeur, duquel il reprend la deuxième place à un point de Christopher Froome (Sky). Il dispose de cinq points d'avance sur l'Espagnol Mikel Nieve (Euskaltel Euskadi), qui a disputé les sprints aux sommets sur cette étape, six sur le Colombien Nairo Quintana (Movistar) et dix sur l'autre Français, Christophe Riblon (AG2R La Mondiale), qui portait la tunique à pois.

## Résultats

### Classement de l'étape
| Classement de la 19e étape | Classement de la 19e étape | Classement de la 19e étape | Classement de la 19e étape | Classement de la 19e étape |
|                            | Coureur                    | Pays                       | Équipe                     | Temps                      |
| -------------------------- | -------------------------- | -------------------------- | -------------------------- | -------------------------- |
| 1er                        | Rui Costa                  | Portugal                   | Movistar                   | en 5 h 59 min 1 s          |
| 2e                         | Andreas Klöden             | Allemagne                  | RadioShack-Leopard         | + 48 s                     |
| 3e                         | Jan Bakelants              | Belgique                   | RadioShack-Leopard         | + 1 min 44 s               |
| 4e                         | Alexandre Geniez           | France                     | FDJ.fr                     | + 1 min 52 s               |
| 5e                         | Daniel Navarro             | Espagne                    | Cofidis                    | + 1 min 55 s               |
| 6e                         | Bart De Clercq             | Belgique                   | Lotto-Belisol              | + 1 min 58 s               |
| 7e                         | Robert Gesink              | Pays-Bas                   | Belkin                     | + 2 min 3 s                |
| 8e                         | Alessandro De Marchi       | Italie                     | Cannondale                 | + 2 min 5 s                |
| 9e                         | Mikel Nieve                | Espagne                    | Euskaltel Euskadi          | + 2 min 16 s               |
| 10e                        | Rubén Plaza                | Espagne                    | Movistar                   | + 2 min 44 s               |
| modifier                   |                            |                            |                            |                            |

### Points attribués
| Sprint intermédiaire d'Albertville (km 129,5) | Sprint intermédiaire d'Albertville (km 129,5) | Sprint intermédiaire d'Albertville (km 129,5) | Sprint intermédiaire d'Albertville (km 129,5) | Sprint intermédiaire d'Albertville (km 129,5) |
| --------------------------------------------- | --------------------------------------------- | --------------------------------------------- | --------------------------------------------- | --------------------------------------------- |
|                                               | Coureur                                       | Pays                                          | Équipe                                        | Point(s)                                      |
| 1er                                           | Ryder Hesjedal                                | Canada                                        | Garmin-Sharp                                  | 20                                            |
| 2e                                            | Pierre Rolland                                | France                                        | Europcar                                      | 17                                            |
| 3e                                            | José Joaquín Rojas                            | Espagne                                       | Movistar                                      | 15                                            |
| 4e                                            | Juan Antonio Flecha                           | Espagne                                       | Vacansoleil-DCM                               | 13                                            |
| 5e                                            | Rubén Pérez                                   | Espagne                                       | Euskaltel Euskadi                             | 11                                            |
| 6e                                            | Romain Sicard                                 | France                                        | Euskaltel Euskadi                             | 10                                            |
| 7e                                            | Jan Bakelants                                 | Belgique                                      | RadioShack-Leopard                            | 9                                             |
| 8e                                            | Laurent Didier                                | Luxembourg                                    | RadioShack-Leopard                            | 8                                             |
| 9e                                            | Damiano Cunego                                | Italie                                        | Lampre-Merida                                 | 7                                             |
| 10e                                           | Jérôme Coppel                                 | France                                        | Cofidis                                       | 6                                             |
| 11e                                           | Simon Geschke                                 | Allemagne                                     | Argos-Shimano                                 | 5                                             |
| 12e                                           | Rui Costa                                     | Portugal                                      | Movistar                                      | 4                                             |
| 13e                                           | Romain Bardet                                 | France                                        | AG2R La Mondiale                              | 3                                             |
| 14e                                           | Rubén Plaza                                   | Espagne                                       | Movistar                                      | 2                                             |
| 15e                                           | Andreas Klöden                                | Allemagne                                     | RadioShack-Leopard                            | 1                                             |
| modifier                                      |                                               |                                               |                                               |                                               |

| Classement de l'étape | Classement de l'étape | Classement de l'étape | Classement de l'étape | Classement de l'étape |
| --------------------- | --------------------- | --------------------- | --------------------- | --------------------- |
|                       | Coureur               | Pays                  | Équipe                | Point(s)              |
| 1er                   | Rui Costa             | Portugal              | Movistar              | 20                    |
| 2e                    | Andreas Klöden        | Allemagne             | RadioShack-Leopard    | 17                    |
| 3e                    | Jan Bakelants         | Belgique              | RadioShack-Leopard    | 15                    |
| 4e                    | Alexandre Geniez      | France                | FDJ.fr                | 13                    |
| 5e                    | Daniel Navarro        | Espagne               | Cofidis               | 11                    |
| 6e                    | Bart De Clercq        | Belgique              | Lotto-Belisol         | 10                    |
| 7e                    | Robert Gesink         | Pays-Bas              | Belkin                | 9                     |
| 8e                    | Alessandro De Marchi  | Italie                | Cannondale            | 8                     |
| 9e                    | Mikel Nieve           | Espagne               | Euskaltel Euskadi     | 7                     |
| 10e                   | Rubén Plaza           | Espagne               | Movistar              | 6                     |
| 11e                   | Jesús Hernández       | Espagne               | Saxo-Tinkoff          | 5                     |
| 12e                   | Romain Bardet         | France                | AG2R La Mondiale      | 4                     |
| 13e                   | Tom Dumoulin          | Pays-Bas              | Argos-Shimano         | 3                     |
| 14e                   | Simon Geschke         | Allemagne             | Argos-Shimano         | 2                     |
| 15e                   | Amaël Moinard         | France                | BMC Racing            | 1                     |
| modifier              |                       |                       |                       |                       |

### Cols et côtes
| Col du Glandon (km 33,5) Hors catégorie | Col du Glandon (km 33,5) Hors catégorie | Col du Glandon (km 33,5) Hors catégorie | Col du Glandon (km 33,5) Hors catégorie | Col du Glandon (km 33,5) Hors catégorie |
| --------------------------------------- | --------------------------------------- | --------------------------------------- | --------------------------------------- | --------------------------------------- |
|                                         | Coureur                                 | Pays                                    | Équipe                                  | Point(s)                                |
| 1er                                     | Ryder Hesjedal                          | Canada                                  | Garmin-Sharp                            | 25                                      |
| 2e                                      | Ion Izagirre                            | Espagne                                 | Euskaltel Euskadi                       | 20                                      |
| 3e                                      | Christophe Riblon                       | France                                  | AG2R La Mondiale                        | 16                                      |
| 4e                                      | Moreno Moser                            | Italie                                  | Cannondale                              | 14                                      |
| 5e                                      | Pierre Rolland                          | France                                  | Europcar                                | 12                                      |
| 6e                                      | Mikel Nieve                             | Espagne                                 | Euskaltel Euskadi                       | 10                                      |
| 7e                                      | Blel Kadri                              | France                                  | AG2R La Mondiale                        | 8                                       |
| 8e                                      | Tony Martin                             | Allemagne                               | Omega Pharma-Quick Step                 | 6                                       |
| 9e                                      | Johnny Hoogerland                       | Pays-Bas                                | Vacansoleil-DCM                         | 4                                       |
| 10e                                     | Laurent Didier                          | Luxembourg                              | RadioShack-Leopard                      | 2                                       |
| modifier                                |                                         |                                         |                                         |                                         |

| Col de la Madeleine (km 83,5) Hors catégorie | Col de la Madeleine (km 83,5) Hors catégorie | Col de la Madeleine (km 83,5) Hors catégorie | Col de la Madeleine (km 83,5) Hors catégorie | Col de la Madeleine (km 83,5) Hors catégorie |
| -------------------------------------------- | -------------------------------------------- | -------------------------------------------- | -------------------------------------------- | -------------------------------------------- |
|                                              | Coureur                                      | Pays                                         | Équipe                                       | Point(s)                                     |
| 1er                                          | Pierre Rolland                               | France                                       | Europcar                                     | 25                                           |
| 2e                                           | Ryder Hesjedal                               | Canada                                       | Garmin-Sharp                                 | 20                                           |
| 3e                                           | Mikel Nieve                                  | Espagne                                      | Euskaltel Euskadi                            | 16                                           |
| 4e                                           | Jan Bakelants                                | Belgique                                     | RadioShack-Leopard                           | 14                                           |
| 5e                                           | Simon Geschke                                | Allemagne                                    | Argos-Shimano                                | 12                                           |
| 6e                                           | Rui Costa                                    | Portugal                                     | Movistar                                     | 10                                           |
| 7e                                           | Laurent Didier                               | Luxembourg                                   | RadioShack-Leopard                           | 8                                            |
| 8e                                           | Romain Sicard                                | France                                       | Euskaltel Euskadi                            | 6                                            |
| 9e                                           | Andreas Klöden                               | Allemagne                                    | RadioShack-Leopard                           | 4                                            |
| 10e                                          | Rubén Plaza                                  | Espagne                                      | Movistar                                     | 2                                            |
| modifier                                     |                                              |                                              |                                              |                                              |

| Col de Tamié (km 143) 2e catégorie | Col de Tamié (km 143) 2e catégorie | Col de Tamié (km 143) 2e catégorie | Col de Tamié (km 143) 2e catégorie | Col de Tamié (km 143) 2e catégorie |
| ---------------------------------- | ---------------------------------- | ---------------------------------- | ---------------------------------- | ---------------------------------- |
|                                    | Coureur                            | Pays                               | Équipe                             | Point(s)                           |
| 1er                                | Pierre Rolland                     | France                             | Europcar                           | 5                                  |
| 2e                                 | Romain Sicard                      | France                             | Euskaltel Euskadi                  | 3                                  |
| 3e                                 | José Serpa                         | Colombie                           | Lampre-Merida                      | 2                                  |
| 4e                                 | Bart De Clercq                     | Belgique                           | Lotto-Belisol                      | 1                                  |
| modifier                           |                                    |                                    |                                    |                                    |

| Col de l'Épine (km 165) 1re catégorie | Col de l'Épine (km 165) 1re catégorie | Col de l'Épine (km 165) 1re catégorie | Col de l'Épine (km 165) 1re catégorie | Col de l'Épine (km 165) 1re catégorie |
| ------------------------------------- | ------------------------------------- | ------------------------------------- | ------------------------------------- | ------------------------------------- |
|                                       | Coureur                               | Pays                                  | Équipe                                | Point(s)                              |
| 1er                                   | Pierre Rolland                        | France                                | Europcar                              | 10                                    |
| 2e                                    | Mikel Nieve                           | Espagne                               | Euskaltel Euskadi                     | 8                                     |
| 3e                                    | Jan Bakelants                         | Belgique                              | RadioShack-Leopard                    | 6                                     |
| 4e                                    | Jérôme Coppel                         | France                                | Cofidis                               | 4                                     |
| 5e                                    | Tom Dumoulin                          | Pays-Bas                              | Argos-Shimano                         | 2                                     |
| 6e                                    | Daniel Navarro                        | Espagne                               | Cofidis                               | 1                                     |
| modifier                              |                                       |                                       |                                       |                                       |

| \| Col de la Croix Fry (km 191,5) 1re catégorie \| Col de la Croix Fry (km 191,5) 1re catégorie \| Col de la Croix Fry (km 191,5) 1re catégorie \| Col de la Croix Fry (km 191,5) 1re catégorie \| Col de la Croix Fry (km 191,5) 1re catégorie \| \| -------------------------------------------- \| -------------------------------------------- \| -------------------------------------------- \| -------------------------------------------- \| -------------------------------------------- \| \| \| Coureur \| Pays \| Équipe \| Point(s) \| \| 1er \| Rui Costa \| Portugal \| Movistar \| 10 \| \| 2e \| Andreas Klöden \| Allemagne \| RadioShack-Leopard \| 8 \| \| 3e \| Jan Bakelants \| Belgique \| RadioShack-Leopard \| 6 \| \| 4e \| Daniel Navarro \| Espagne \| Cofidis \| 4 \| \| 5e \| Bart De Clercq \| Belgique \| Lotto-Belisol \| 2 \| \| 6e \| Mikel Nieve \| Espagne \| Euskaltel Euskadi \| 1 \| \| modifier \| \| \| \| \| |                |           |                    |          |
| Col de la Croix Fry (km 191,5) 1re catégorie |                |           |                    |          |
| | Coureur        | Pays      | Équipe             | Point(s) |
| 1er | Rui Costa      | Portugal  | Movistar           | 10       |
| 2e | Andreas Klöden | Allemagne | RadioShack-Leopard | 8        |
| 3e | Jan Bakelants  | Belgique  | RadioShack-Leopard | 6        |
| 4e | Daniel Navarro | Espagne   | Cofidis            | 4        |
| 5e | Bart De Clercq | Belgique  | Lotto-Belisol      | 2        |
| 6e | Mikel Nieve    | Espagne   | Euskaltel Euskadi  | 1        |
| modifier |                |           |                    |          |

## Classements à l'issue de l'étape

### Classement général
| Classement général | Classement général | Classement général | Classement général      | Classement général |
|                    | Coureur            | Pays               | Équipe                  | Temps              |
| ------------------ | ------------------ | ------------------ | ----------------------- | ------------------ |
| 1er                | Christopher Froome | Royaume-Uni        | Sky                     | en 77 h 10 min 0 s |
| 2e                 | Alberto Contador   | Espagne            | Saxo-Tinkoff            | + 5 min 11 s       |
| 3e                 | Nairo Quintana     | Colombie           | Movistar                | + 5 min 32 s       |
| 4e                 | Roman Kreuziger    | Tchéquie           | Saxo-Tinkoff            | + 5 min 44 s       |
| 5e                 | Joaquim Rodríguez  | Espagne            | Katusha                 | + 5 min 58 s       |
| 6e                 | Bauke Mollema      | Pays-Bas           | Belkin                  | + 8 min 58 s       |
| 7e                 | Jakob Fuglsang     | Danemark           | Astana                  | + 9 min 33 s       |
| 8e                 | Daniel Navarro     | Espagne            | Cofidis                 | + 12 min 33 s      |
| 9e                 | Alejandro Valverde | Espagne            | Movistar                | + 14 min 56 s      |
| 10e                | Michał Kwiatkowski | Pologne            | Omega Pharma-Quick Step | + 16 min 8 s       |
| modifier           |                    |                    |                         |                    |

### Classement par points
| Classement par points | Classement par points | Classement par points | Classement par points   | Classement par points |
| --------------------- | --------------------- | --------------------- | ----------------------- | --------------------- |
|                       | Coureur               | Pays                  | Équipe                  | Point(s)              |
| 1er                   | Peter Sagan           | Slovaquie             | Cannondale              | 380 points            |
| 2e                    | Mark Cavendish        | Royaume-Uni           | Omega Pharma-Quick Step | 278 pts               |
| 3e                    | André Greipel         | Allemagne             | Lotto-Belisol           | 227 pts               |
| modifier              |                       |                       |                         |                       |

### Classement du meilleur grimpeur
| Classement du meilleur grimpeur | Classement du meilleur grimpeur | Classement du meilleur grimpeur | Classement du meilleur grimpeur | Classement du meilleur grimpeur |
| ------------------------------- | ------------------------------- | ------------------------------- | ------------------------------- | ------------------------------- |
|                                 | Coureur                         | Pays                            | Équipe                          | Point(s)                        |
| 1er                             | Christopher Froome              | Royaume-Uni                     | Sky                             | 104 points                      |
| 2e                              | Pierre Rolland                  | France                          | Europcar                        | 103 pts                         |
| 3e                              | Mikel Nieve                     | Espagne                         | Euskaltel Euskadi               | 98 pts                          |
| modifier                        |                                 |                                 |                                 |                                 |

### Classement du meilleur jeune
| Classement général du meilleur jeune | Classement général du meilleur jeune | Classement général du meilleur jeune | Classement général du meilleur jeune | Classement général du meilleur jeune |
|                                      | Coureur                              | Pays                                 | Équipe                               | Temps                                |
| ------------------------------------ | ------------------------------------ | ------------------------------------ | ------------------------------------ | ------------------------------------ |
| 1er                                  | Nairo Quintana                       | Colombie                             | Movistar                             | en 77 h 15 min 32 s                  |
| 2e                                   | Michał Kwiatkowski                   | Pologne                              | Omega Pharma-Quick Step              | + 10 min 36 s                        |
| 3e                                   | Andrew Talansky                      | États-Unis                           | Garmin-Sharp                         | + 10 min 52 s                        |
| modifier                             |                                      |                                      |                                      |                                      |

### Classement par équipes
| Classement par équipes | Classement par équipes | Classement par équipes | Classement par équipes |
|                        | Équipe                 | Pays                   | Temps                  |
| ---------------------- | ---------------------- | ---------------------- | ---------------------- |
| 1re                    | Saxo-Tinkoff           | Danemark               | en 230 h 46 min 35 s   |
| 2e                     | RadioShack-Leopard     | Luxembourg             | + 3 min 39 s           |
| 3e                     | AG2R La Mondiale       | France                 | + 7 min 37 s           |
| modifier               |                        |                        |                        |

## Abandons
- Jack Bauer (Garmin-Sharp) : abandon
- Kris Boeckmans (Vacansoleil-DCM) : abandon
- Christophe Le Mével (Cofidis) : abandon
- Marcel Sieberg (Lotto-Belisol) : abandon
- Tom Veelers (Argos-Shimano) : abandon